# 3662 Dezhnev
A 3662 Dezhnev (ideiglenes jelöléssel 1980 RU2) a Naprendszer kisbolygóövében található aszteroida. Ljudmilla Vasziljevna Zsuravljova fedezte fel 1980. szeptember 8-án.